# Велика шахівниця
«Велика шахівниця: панування Америки і її геостратегічні імперативи» (англ. The Grand Chessboard: American Primacy and Its Geostrategic Imperatives) — найвідоміша книга, написана Збігнєвом Бжезинським, американським політологом, соціологом і державним діячем та концепція. Автор присвятив її своїм учням, щоб допомогти їм формувати світ майбутнього. Книга, що містить багато карт, розділена на 7 розділів, у кожному з яких розглядається геополітично відокремлена, ключова область земної кулі. Книга опублікована англійською мовою в 1997 році та в польському перекладі в 1998 році.
Книга є роздумами про геополітичну могутність США і про стратегії, завдяки яким ця могутність може бути реалізована у XXI столітті.
Найбільшу увагу Бжезинський зосереджує на геополітичній стратегії США щодо Євразії. Бжезинський вважає, що верховенство на Євразійському континенті фактично є верховенством у всьому світі, і вважає найважливішими стратегічними цілями США — поширити свій вплив у Центральній Азії і на пострадянському просторі (в першу чергу на Росію, що займає найбільшу площу цього простору).
Бжезинський є послідовником засновника сучасної англо-саксонської геополітики Маккіндера, тобто розглядає політику з точки зору протиборства цивілізації моря (США, Велика Британія) і цивілізації суші.
Книгу критично оцінили The New York Times, Kirkus Reviews, Foreign Affairs, та інші видання.